# Enicoptera palawanica
Enicoptera palawanica är en tvåvingeart som först beskrevs av Erich Martin Hering 1942.  Enicoptera palawanica ingår i släktet Enicoptera och familjen borrflugor. Inga underarter finns listade i Catalogue of Life.